# Judith Forca
Judith Forca Ariza (* 7. Juni 1996 in Sabadell) ist eine spanische Wasserballspielerin. Die Olympiasiegerin von 2024 gewann 2021 eine olympische Silbermedaille. Bei Weltmeisterschaften erkämpfte sie drei Silbermedaillen und eine Bronzemedaille, bei Europameisterschaften erhielt sie zweimal Gold, einmal Silber und einmal Bronze. (Stand: August 2024)

## Sportliche Karriere
Forcas erstes großes Turnier mit der spanischen Nationalmannschaft war die Weltmeisterschaft 2015, bei der Spanien den siebten Platz belegte. Bei den Olympischen Spielen 2016 in Rio de Janeiro erreichten die Spanierinnen nur den fünften Platz. Forca warf im Spiel um den fünften Platz ein Tor.
Bei der Weltmeisterschaft 2017 gewannen die Spanierinnen im Viertelfinale gegen die Griechinnen erst nach Penaltyschießen. Nach einem Halbfinalsieg über Kanada unterlagen die Spanierinnen im Finale dem Team aus den Vereinigten Staaten mit 6:13. 2018 siegte Spanien bei den Mittelmeerspielen in Taragona. Kurz darauf belegte die Mannschaft den dritten Platz bei der Europameisterschaft in Barcelona. Judith Forca warf im Turnierverlauf 16 Tore. Bei der Weltmeisterschaft 2019 in Gwangju trafen im Finale Spanien und das US-Team aufeinander und die Amerikanerinnen gewannen mit 11:6. Forca warf 14 Turniertore, eins davon im Finale. Im Januar 2020 siegten die Spanierinnen bei der Europameisterschaft in Budapest durch einen Finalerfolg über die Russinnen. Bei den 2021 ausgetragenen Olympischen Spielen in Tokio trafen die Mannschaften aus den Vereinigten Staaten und aus Spanien einmal mehr im Finale aufeinander, die Amerikanerinnen siegten mit 14:5. Judith Forca warf ihr letztes Turniertor im Halbfinale.
2022 fand zunächst die Weltmeisterschaft in Budapest statt, bei der die Spanierinnen den fünften Platz belegten, nachdem sie im Viertelfinale gegen die Mannschaft der Vereinigten Staaten verloren hatten. Fast zwei Monate später bei der Europameisterschaft in Split besiegten die Spanierinnen im Halbfinale die Niederländerinnen mit 10:7 und im Finale die Griechinnen mit 9:6. Im Jahr darauf bei der Weltmeisterschaft in Fukuoka siegten die Spanierinnen im Viertelfinale gegen Ungarn und im Halbfinale gegen die Australierinnen. Im Finale gegen die niederländische Mannschaft hieß es am Ende 12:12, wobei Forca fünf Treffer erzielt hatte. Forca traf auch im Shootout, den die Spanierinnen allerdings mit 4:5 verloren. 2024 erreichten die Spanierinnen das Finale bei der Europameisterschaft in Eindhoven, unterlagen aber dann den Gastgeberinnen mit 7:8. Forca traf im Endspiel einmal. Einen Monat später bei der Weltmeisterschaft in Doha unterlagen die Spanierinnen im Halbfinale dem Team aus den Vereinigten Staaten. Das Spiel um Bronze gegen die Griechinnen gewannen die Spanierinnen mit 10:9. Bei den Olympischen Spielen in Paris gewannen die Spanierinnen alle sieben Partien, wobei das Halbfinale gegen die Niederländerinnen erst im Penaltyschießen entschieden wurde. Im Finale gegen die Australierinnen siegten die Spanierinnen mit 11:9. Forca blieb im Finale torlos, im Halbfinale war sie mit fünf Toren erfolgreichste Schützin ihrer Mannschaft.
Die 1,73 Meter große Flügelspielerin Judith Forca spielte ab 2009 beim spanischen Serienmeister CN Sabadell.

## Internationale Medaillen
(OS=Olympische Spiele, WM=Weltmeisterschaft, EM=Europameisterschaft, MS=Mittelmeerspiele)
- 2017 WM Silber
- 2018 MS Gold
- 2018 EM Bronze
- 2019 WM Silber
- 2020 EM Gold
- 2021 OS Bronze
- 2022 EM Gold
- 2023 WM Silber
- 2024 EM Silber
- 2024 WM Bronze
- 2024 OS Gold